# کورنبرگ آرون براون
کورنبرگ آرون براون (انگلیسی: Roger Aaron Brown؛ زادهٔ ۱۲ ژوئن ۱۹۴۹) یک هنرپیشه اهل ایالات متحده آمریکا است. وی از سال ۱۹۷۲ میلادی تاکنون مشغول فعالیت بوده‌است.
از فیلم‌های معروف او می‌توان به بازی در فیلم تاریکی نزدیک، قصه بلند و اکش جکسون اشاره کرد.